# Aéroport international Villa Maamigili
L'Aéroport international Villa Maamigili (code IATA : VAM • code OACI : VRMV), aussi connu comme Aéroport de Maamigili, est un aéroport aux Maldives. Il est localisé sur une île de Maamigili dans l'atoll Alif Dhaal.
L'aéroport a été développé par le magnat des affaires maldivien Qasim Ibrahim (en), qui a grandi à Maamigili, dans le cardre d'un projet visant à développer l'infrastructure et les installations de l'île. Développé et exploité par son entreprise, Villa Group (en), l'aéroport a aussi ouvert un système de transports direct vers deux de leurs hôtels situés sur des îles adjacentes.
L'ouverture de l'aéroport a coïncidé avec l'entrée de Villa Group dans l'industrie de l'aviation, la création de la nouvelle compagnie Villa Air (en) (opérant comme Flyme) pour opérer depuis cet aéroport.
L'aéroport a ouvert en le 1er octobre 2011, comme aéroport domestique. En 2013, il a été adapté aux standards des aéroports internationaux.
En août 2014, l'aéroport a été rétrogradé au statut domestique par le gouvernement pour une période de 23 jours pour des «problèmes de sécurité».
En janvier 2015, Flyme a commencé ses opérations en hydravion à partir de l'aéroport de Villa.

## Situation
| \| 10 km1:7 410 000 \| Kulhudhuffuchi Hoarafuchi Funadhoo Maavaarulaa Hanimaadhoo Kooddoo Malé Kaadedhdhoo Kadhdhoo Maamigili Fuvahmulah Gan Dharavandhoo Thimarafushi Ifuru Kudahuvadhoo |
| 10 km1:7 410 000 |

## Installations
L'aéroport se trouve à une altitude de 2 mètres (6 pi). Il y a une piste désignée 09/27 avec une surface en béton de 1 800 par 30 mètres.

## Compagnies aériennes et destinations
| Compagnies | Destinations |
| ---------- | --- |
| Flyme      | - Dharavandhoo (en), - Fuvahmulah (en), - Gan, - Hanimaadhoo, - Kaadedhdhoo (en), - Kadhdhoo (en), - Kooddoo (en), - Malé Velana |

Actualisé le 3/12/2023